# Berrya hexaptera
Berrya hexaptera är en malvaväxtart som först beskrevs av Ignatz Urban och Ekman, och fick sitt nu gällande namn av André Joseph Guillaume Henri Kostermans. Berrya hexaptera ingår i släktet Berrya och familjen malvaväxter. Inga underarter finns listade i Catalogue of Life.